# Agua Escondida las Esperanzas
Agua Escondida las Esperanzas är en ort i Mexiko.   Den ligger i kommunen Altamirano och delstaten Chiapas, i den sydöstra delen av landet, 900 km öster om huvudstaden Mexico City. Agua Escondida las Esperanzas ligger 710 meter över havet och antalet invånare är 149.
Terrängen runt Agua Escondida las Esperanzas är bergig åt sydost, men åt nordväst är den kuperad. Runt Agua Escondida las Esperanzas är det glesbefolkat, med 16 invånare per kvadratkilometer. Närmaste större samhälle är Río Corozal, 10,1 km söder om Agua Escondida las Esperanzas. I omgivningarna runt Agua Escondida las Esperanzas växer i huvudsak städsegrön lövskog.